# Fernando Cardoso (escritor)
Fernando Cardoso (Porto) é um escritor de literatura para a infância e advogado português.

## Vida
Cardoso nasceu no Porto mas aos quatro anos de idade foi para Lisboa onde ficou até hoje, tendo começado a trabalhar aos 12 anos. Licenciado em Direito pela Universidade de Coimbra, em 1968.
Actualmente é professor universitário de Direito e de Literatura Infantil e Juvenil.

## Obra
É autor de 32 livros, alguns dos quais atingiram o maior número de edições em Portugal, como, por exemplo, "Flores para Crianças" já na 34ª. edição. Para além de literatura infantil e juvenil, é autor de livros de poesia, teatro e de Direito. É ainda autor da colectânea Poetas Populares, constituída por quatro volumes. Atendendo ao conjunto da sua obra foi distinguido com a "Palma de Ouro" pela Accademia Internazional di Pontzen.
Literatura Infantil e Juvenil
.   O Tesouro da Infância  (2014)
- Flores para Crianças (1977)
- Novas Flores para Crianças (1983)
- Branca de Neve e Negra de Carvão (1990)
- Os Dois Príncipes (1991)
- Passeio a Marte (1993)
- David no Planeta dos Dinossauros (1993)
- Tani (1994)
- Eu Sou... I (1995)
- Eu Sou II (1996)
- Novíssimas Flores para Crianças (1997)
- Ninguém e o Pássaro Azul (1998)
- O Convite do Gato das Botas
- O Ladrão dum Menino Jesus (2007) Flowers for Children (2013) Fleurs pour Enfants (2013) Flores para Niños (2013)

Poesia
- Amo, Logo Existo! (1989)
- Universo da Criança (1994)
- O Ciclo da Vida em Versos Amigos e Postais Antigos (1995)
- Meu Campo Verde
- O Meu Memorial (1998) Colectânea Poetas Populares (4 Volumes)

Teatro
- Bocage, Ele Mesmo! (1999)
- Diálogo com o Principezinho
- Bendito Apagão!
- Alunos Inteligentes… (2007)

Direito
- Autonomia da Vontade no Direito Internacional Privado (1989)
- Extinção das Pessoas Colectivas de Direito Privado (1989)
- Redução do Capital Social nas Sociedades Anonimas (1989)
- Reflexões sobre Estabelecimento Comercial e Respectivo Contrato de Aluguer (1991)

## Ligações Externas
- Website Oficial do Escritor Fernando Cardoso www.escritorfernandocardoso.com
- «Página pessoal»